# کاوداگو
کاوداگو (به ایتالیایی: Cavedago) یک کومونه در ایتالیا است که در ترنتینو واقع شده‌است.

## خصوصیات
کاوداگو ۱۰٫۰ کیلومترمربع مساحت و ۵۰۷ نفر جمعیت دارد.